# ニコラ・ポンス
ニコラ・ポンス（Nicolas Ponce、1746年3月12日 - 1831年3月21日）は、フランスのイラストレーター、版画家である。著作家、美術出版者でもあった。

## 略歴
パリで生まれた。画家のジャン＝バティスト＝マリー・ピエール（1714-1789）や、版画家のエティエンヌ・フェサール（Etienne Fessard: 1714-1777）やニコラ・ド・ローネー（Nicolas de Launay: 1739-1792）に学んだ。ヴォルテールやルソーの著作の挿絵を描いて有名になった。クレマン＝ピエール・マリリエ（Clément-Pierre Marillier）の下絵で56枚の図版が付けられたフランスの偉人の図録「Les Illustres Français ou Tableaux historiques des grands hommes de la France」 (1790-1816)の出版を企画した。
クレマン＝ピエール・マリリエやシャルル・アイザン（1720-1778）やジャン＝ミシェル・モロー（Jean-Michel Moreau: 1741-1814）、ユベール＝フランソワ・グラヴロ（1699-1773）、ピエール＝アントワーヌ・ボードワン（1723-1769）、ジャン・オノレ・フラゴナール（1732-1806）、ジャン＝フランソワ・ピエール・ペイロン（1744-1814）といった画家たちの原画をもとに生涯で300点を超える版画作品を制作した。
著述家として、政治や歴史、美術に関する著作を出版した。
フランス復古王政の時代に国王の弟の版画家の称号を得て、後にレジオンドヌール勲章（シュヴァリエ）を受勲した。

## 作品

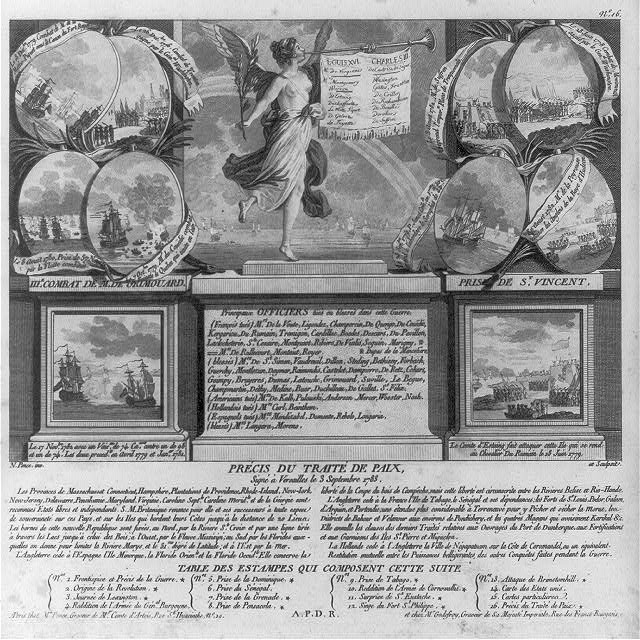
1783年の和平条約の概要を伝えるパンフレット
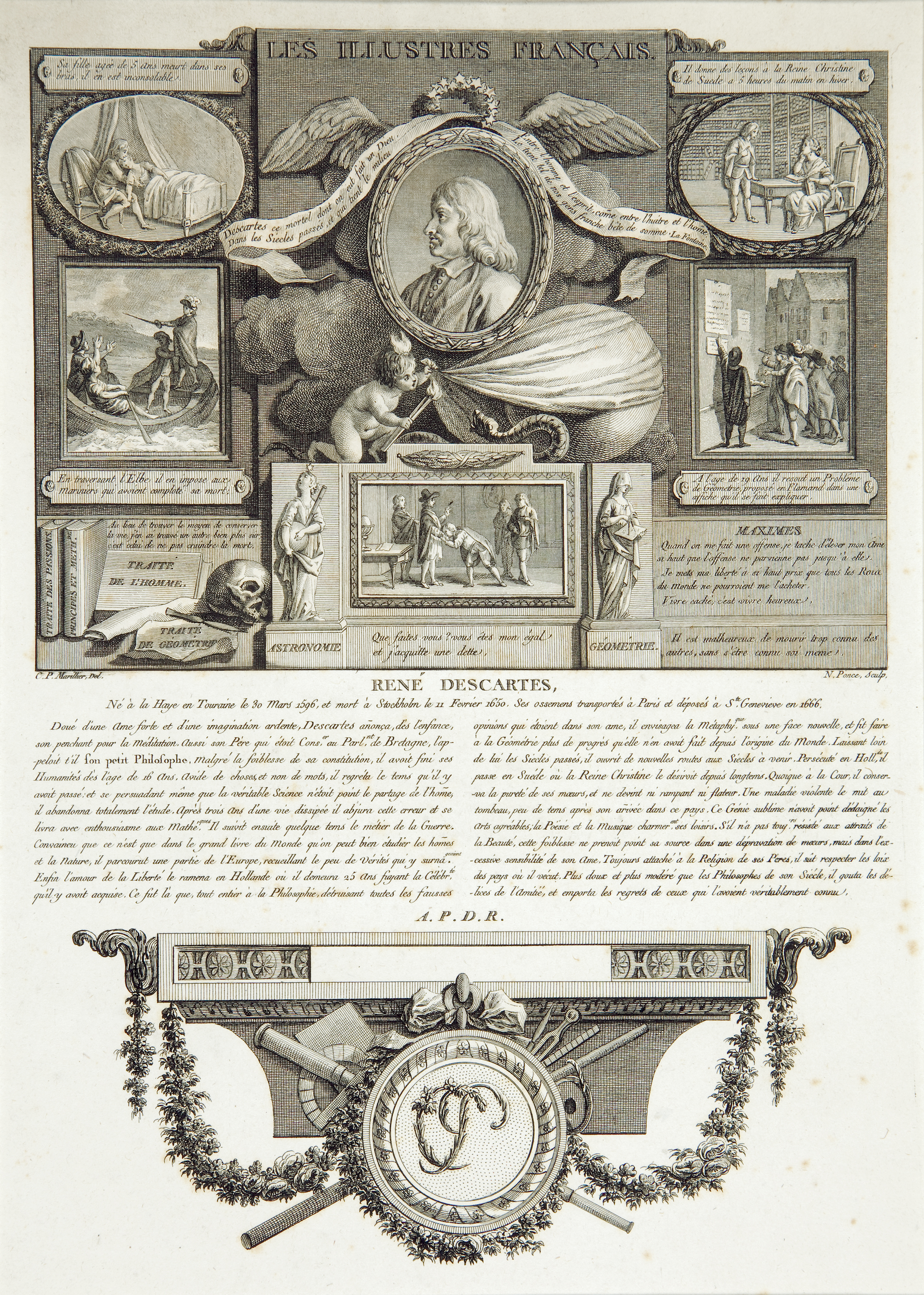
フランスの偉人を扱った図録
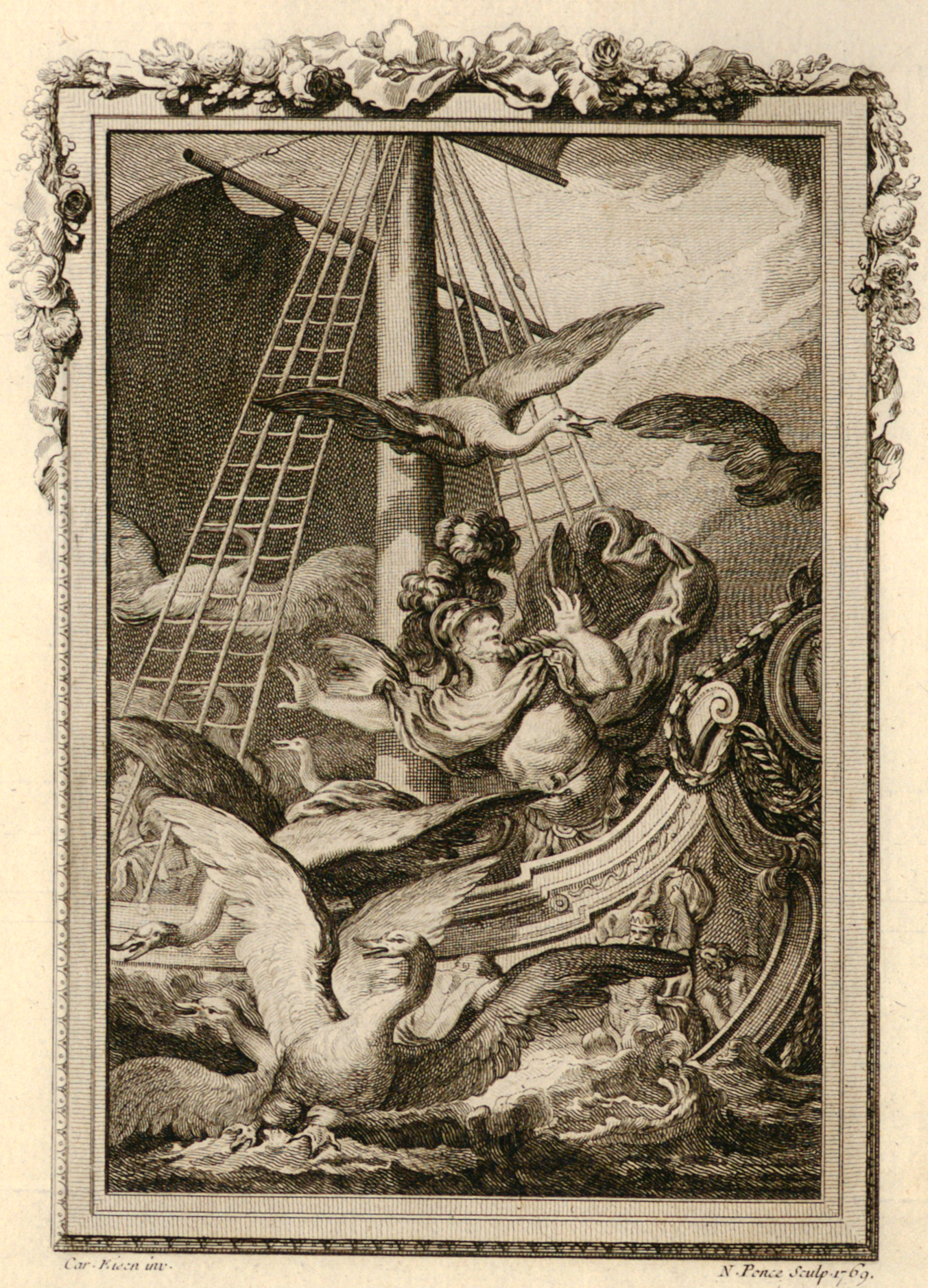
シャルル・アイザンの原画による『変身物語』の挿絵
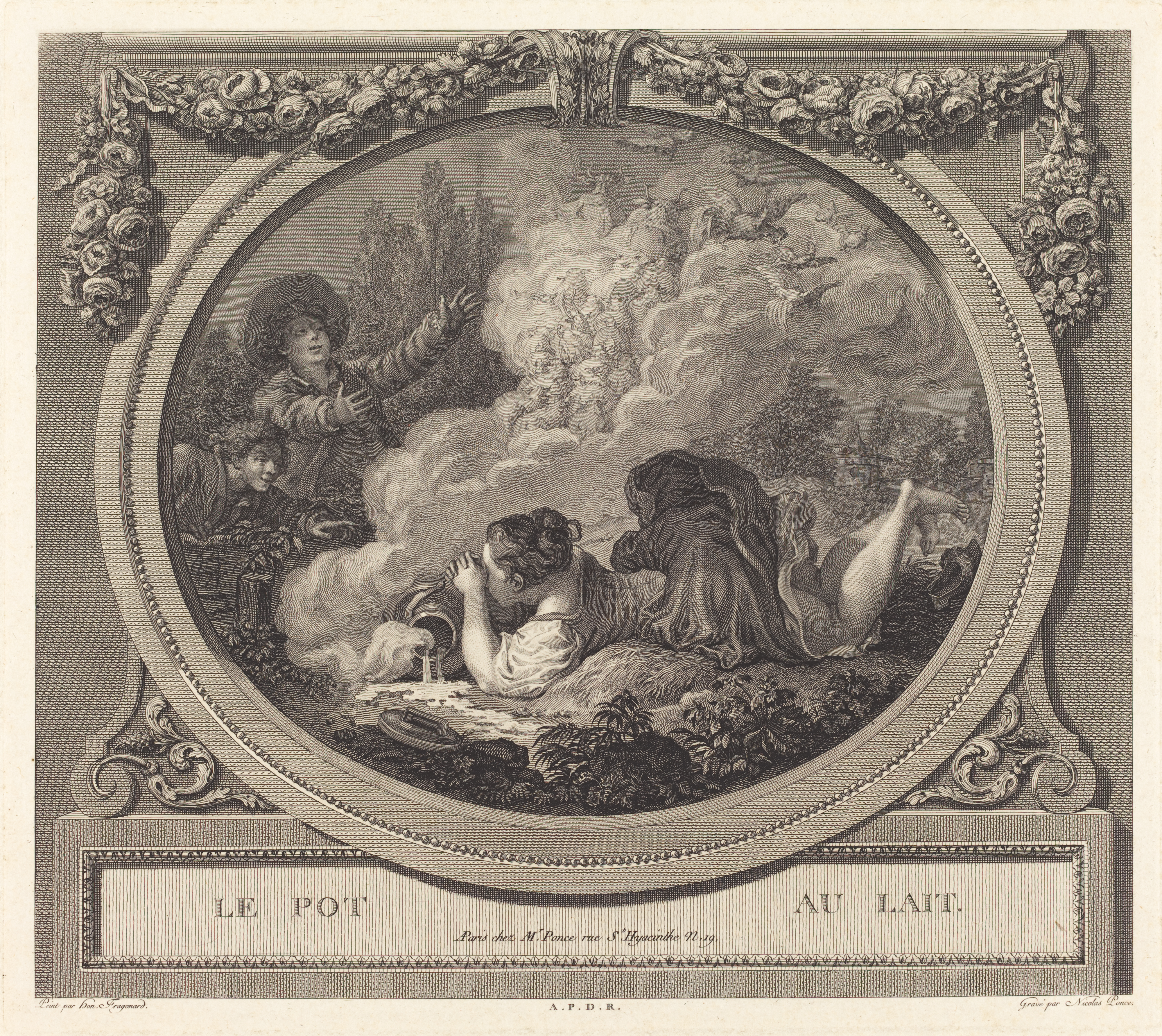
フラゴナールの原画による版画作品
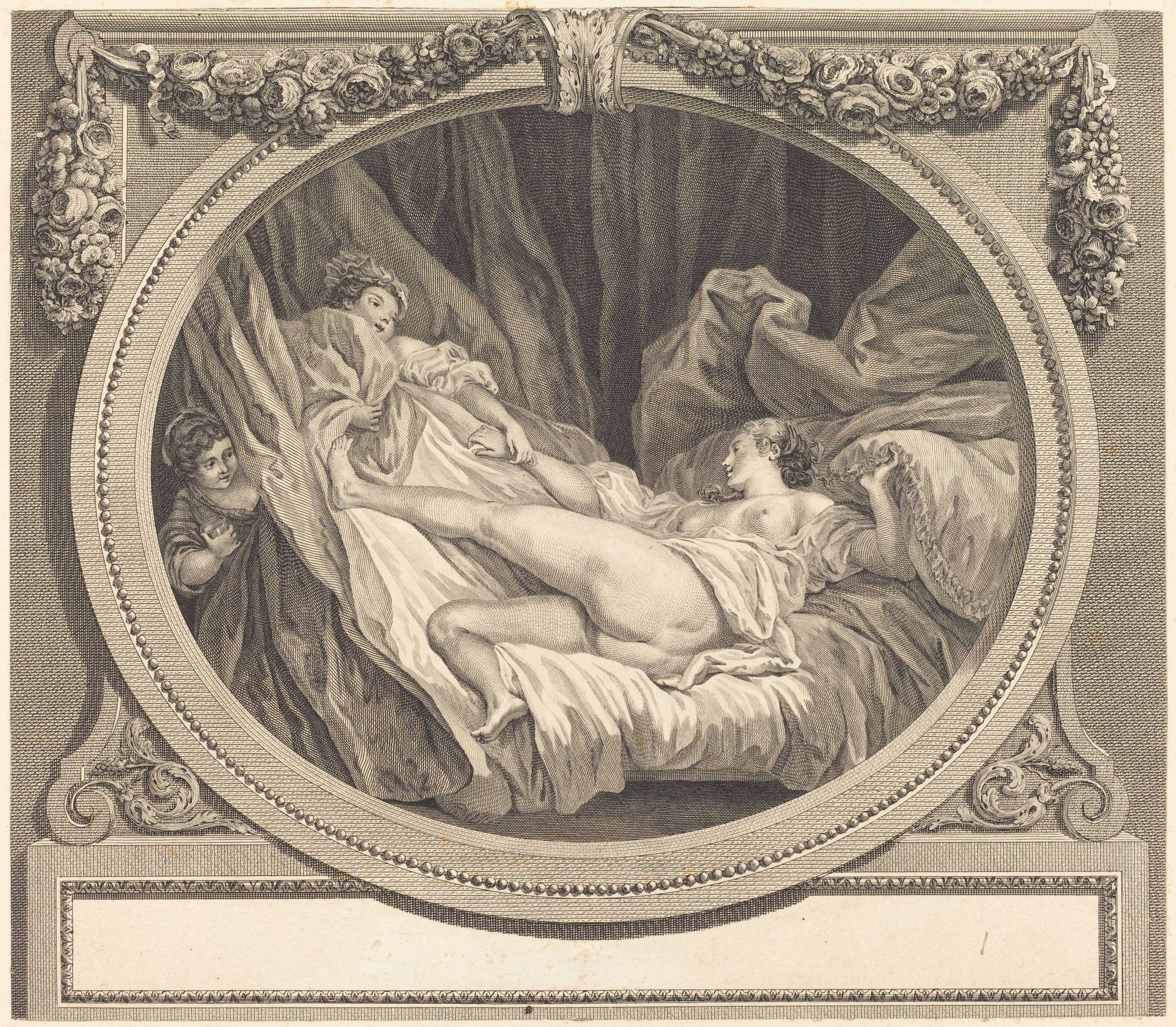
フラゴナールの原画による版画作品
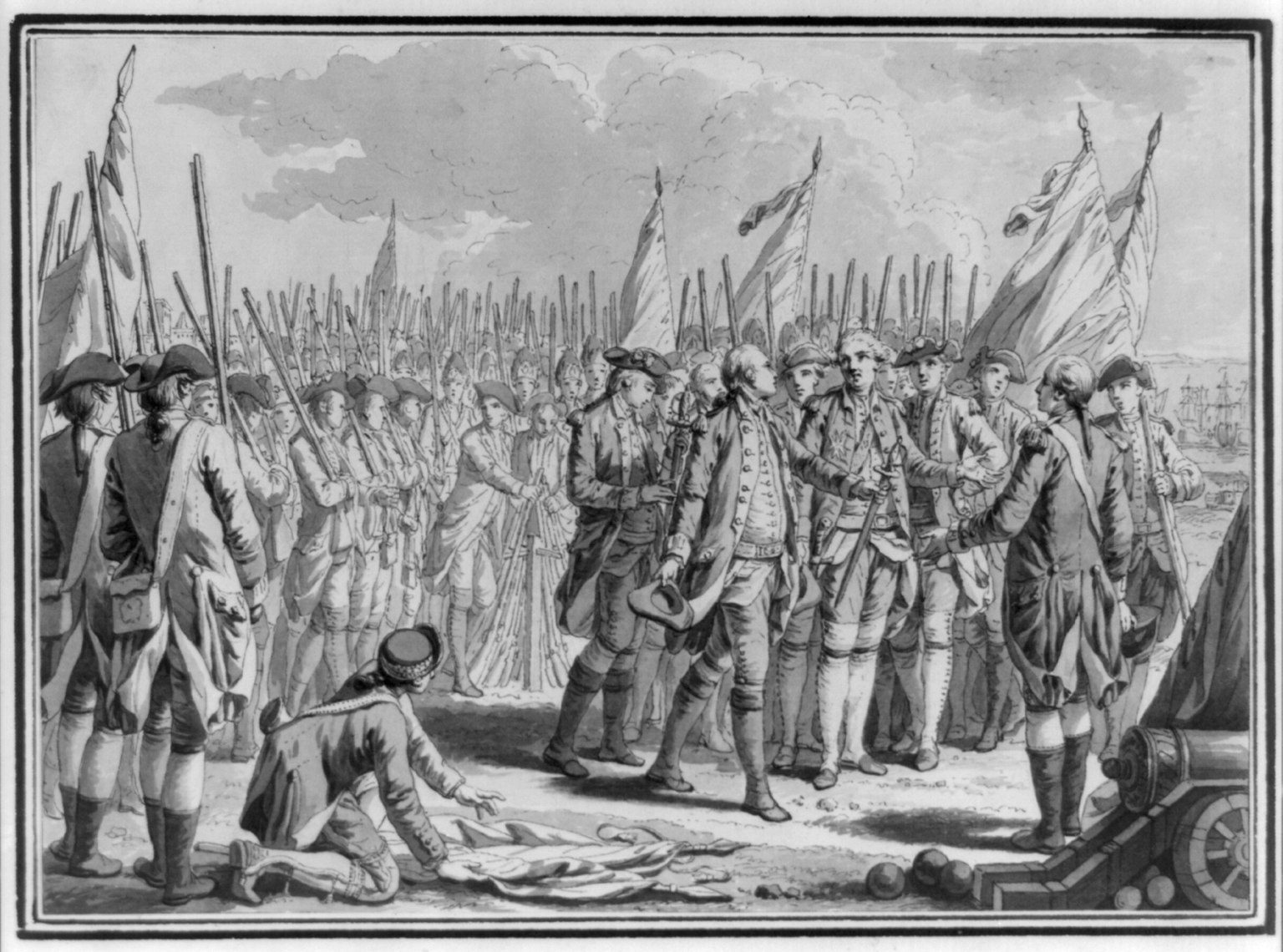
アメリカ独立戦争でのチャールズ・コーンウォリス将軍の降伏